# Ferrobús
|  | No s'ha de confondre amb Tramvia. |

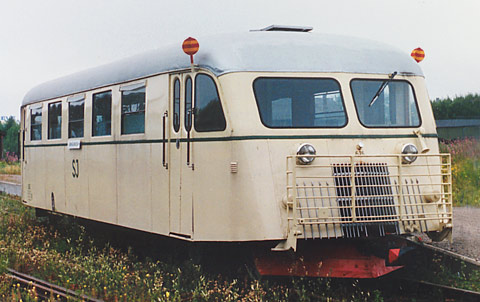
Hilding Carlsson dièsel de Suècia.

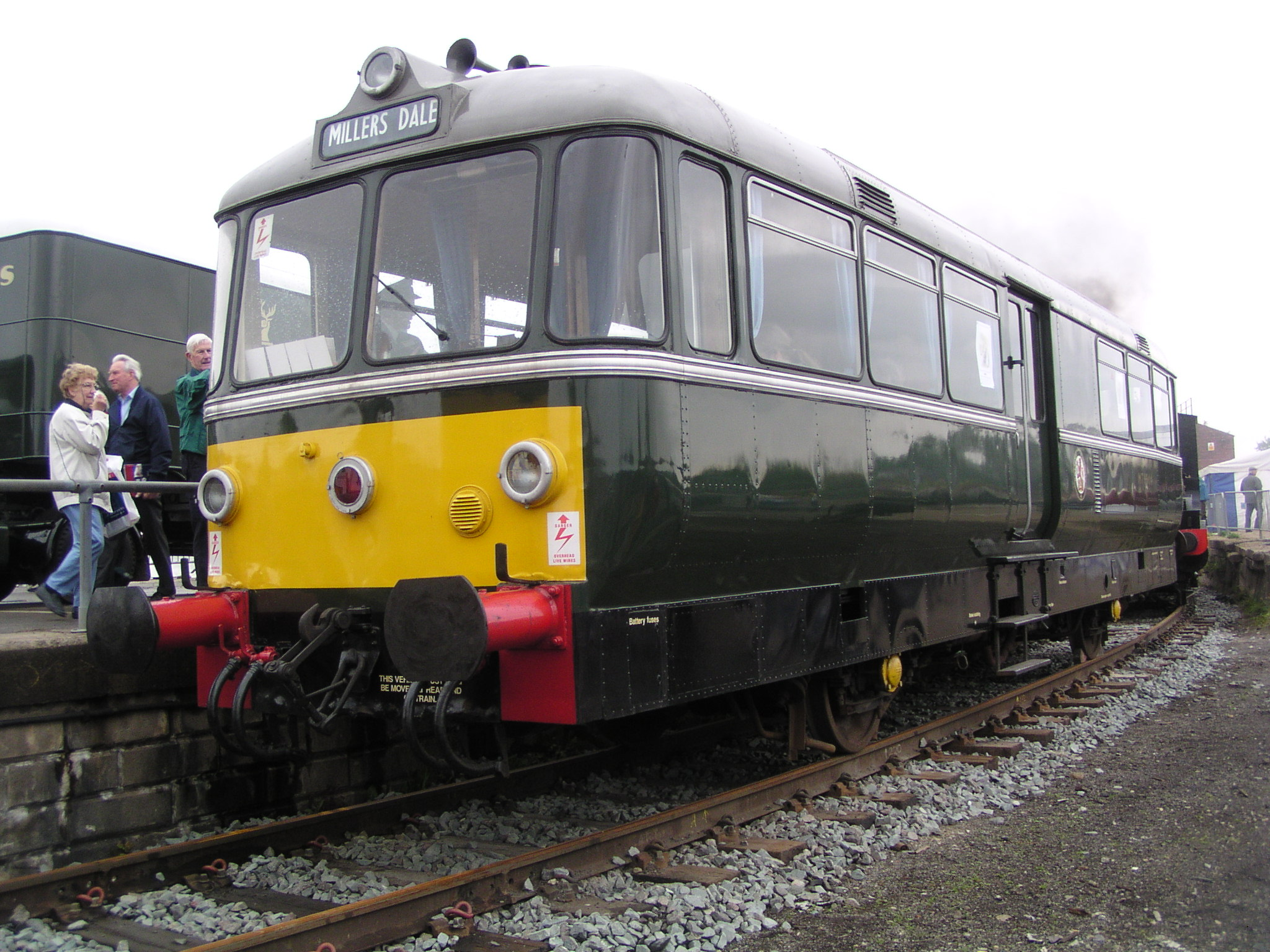
British Rail Railbus a York (Anglaterra).

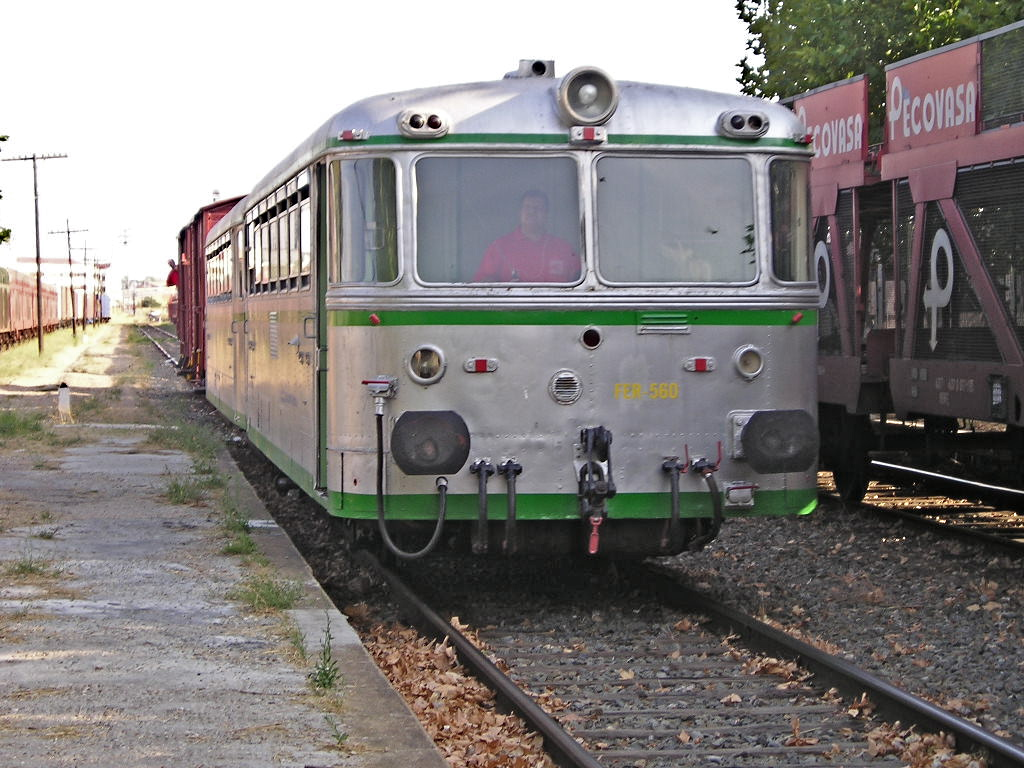
Sèrie 591 de Renfe.

El Ferrobús, conegut també com a autorail, railbus i cotxe motor lleuger, és un vehicle ferroviari ultra lleuger d'una sola unitat o amb fins a tres acoblats formant un tren, autopropulsats per motors tèrmics, dissenyat específicament per a l'ús en línies de ferrocarril de poc trànsit, i com el nom suggereix, comparteixen una construcció que té molts aspectes en comú amb la d'autobús, en general amb un xassís regular o modificat d'autobús, amb dues eixos sobre una base fixa en comptes de sobre els bogies. Una característica del Ferrobús és que la cabina de conducció està integrada en el mateix cotxe sense cap mena de separació amb els viatgers. Són coneguts a França com «Autorail», a Itàlia, Gran Bretanya i Estats Units com «Railbus», i «Schienenbus» a Alemanya.

## Característiques generals
Els ferrobusos solen tenir cabines en ambdós extrems, de manera que poden canviar fàcilment els vagons la direcció de marxa, solen funcionar amb un motor dièsel i tenir dos eixos simples muntats directament al xassís. Amb el temps aquests vehicles, particularment en les xarxes europees, van anar augmentant de grandària i modernitzant-se; se'ls van incorporar doble eixos muntats sobre bogies i així va sortir una nova generació de ferrobusos que no té res a veure amb els tradicionals. No obstant això, el nom ha estat deixat en el llenguatge quotidià, principalment en la designació d'aquests nous vehicles dièsel més grans, i que avui tenen poca diferència amb els automotors i els ferrocarrils d'unitat múltiple.

## Història

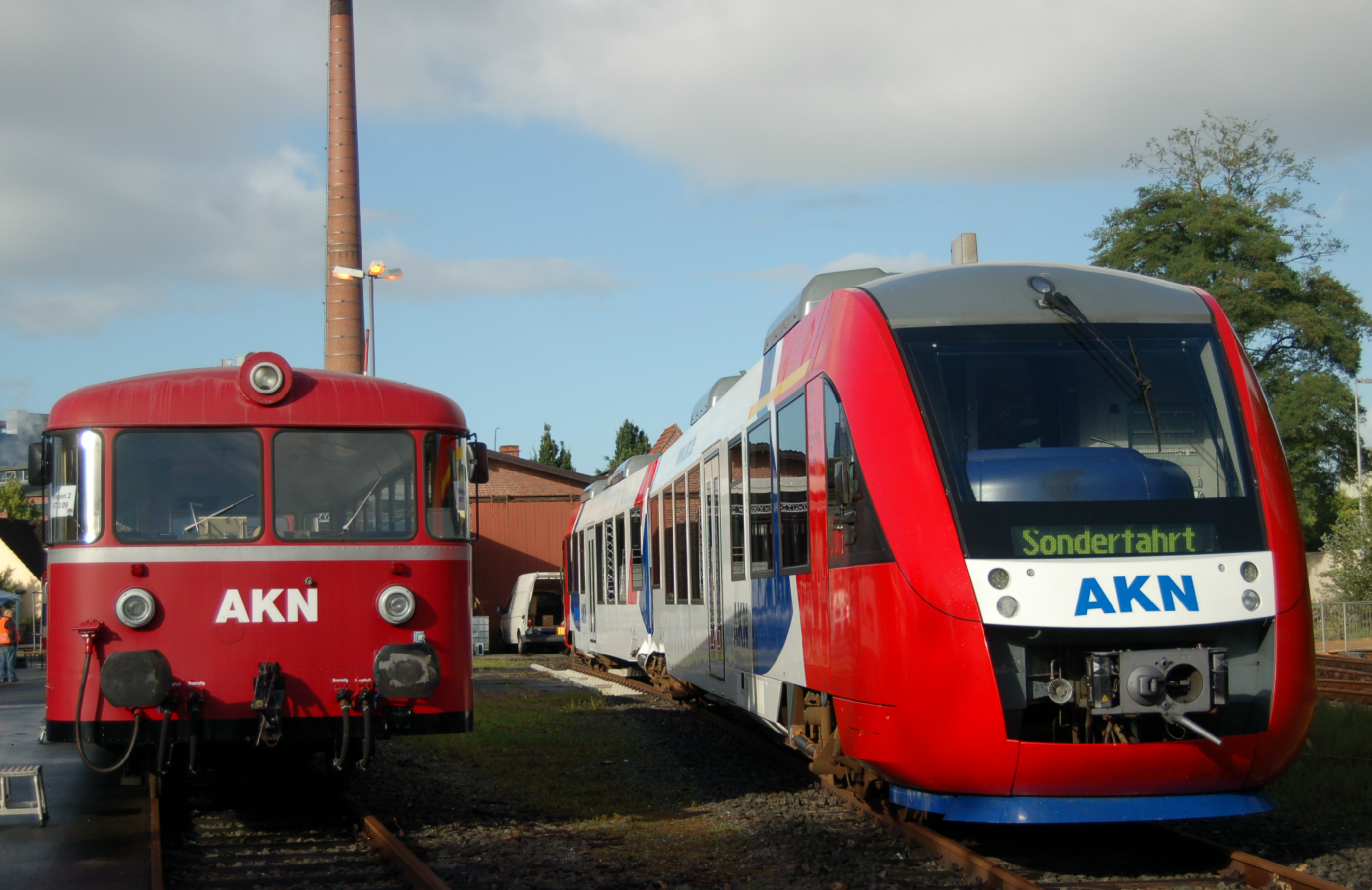
Trobada entre vell i nou.

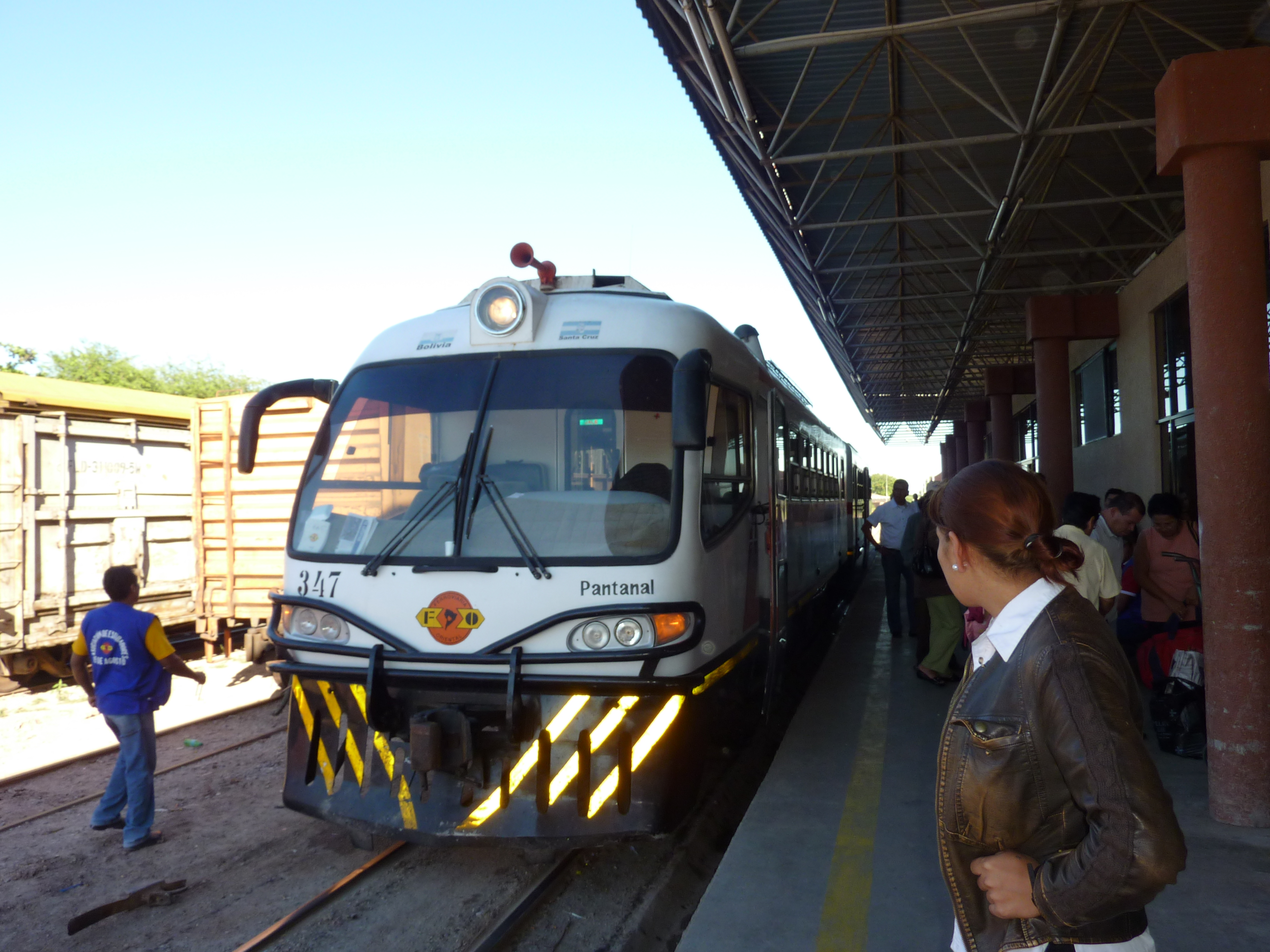
Ferrobús Ferrostaal reconstruït i redissenyat íntegrament a Santa Creu de la Serra, Bolívia.

Els primers ferrobusos van ser concebuts abans de la Primera Guerra Mundial, basant-se en vehicles de carretera per funcionar més ràpid i més barat que els trens tirats per locomotores de vapor. Han estat una resposta a l'augment dels costos d'explotació de línies secundàries en les dues guerres, i van ser construïts per grans fabricants com De Dion-Bouton, Decauville o Renault i de fet alguns segueixen avui en dia com els Billar fins i tot, en les xarxes turístiques.
A la dècada de 1930, l'empresa Michelin va construir el Micheline, cotxes ràpids equipats amb rodes especials proveïdes amb pneumàtics i patentats com el pneurail. Bugatti també va produir vehicles de luxe d'aquest tipus. Posteriorment, el terme «Micheline» va ser incorrectament utilitzat al referir-se als ferrobusos.
S'han utilitzat ferrobusos en països com Alemanya, França i Itàlia, i un tipus de Ferrobús conegut com a «Pacer» és encara d'ús comú en el Regne Unit.
A Nova Zelanda els vehicles que més s'assemblen als ferrobusos són els automotors dièsel de Leyland i els originals automotors Wairarapa, que van ser dissenyats especialment per funcionar en la Línia Wairarapa de Rimutaka, entre Wairarapa i Wellington.
A Austràlia, on sovint es denomina «Rail Motors», els automotors s'empraven amb freqüència per al transport de viatgers en línies amb poc trànsit.
A França se'ls va anomenar «Autorail», encara que va caure en desús quan les línies locals van anar tancant. No obstant això, s'estan reintroduint per les línies menys utilitzades entre pobles.
Al Canadà, després de suspendre el servei de passatgers en les línies principals del ferrocarril de la « British Columbia Railway (BC Rail) » (Ferrocarril de Colúmbia Britànica), l'empresa va començar a funcionar un parell de ferrobusos a algunes localitats de difícil accés.
A Rússia, Metrovagonmash (en rus: Метровагонмаш) de Mytishchi, prop de Moscou, fabrica des de 1999 el «Railbus RA-1» amb motors Mercedes-Benz. A partir de l'estiu de 2006, el Ferrocarril de Gorky tenia previst començar a utilitzar una línia del tren de rodalia entre Nijni Nóvgorod a Bor creuant el riu Volga.
El Ferrobús també circula en el ferrocarril Kalka-Shimla a l'Índia. Un altre servei de Ferrobús funcionava en una ruta del ferrocarril Shimoga-Talguppa, en l'estat de Karnataka, però es va tancar al juny de 2007 per a la conversió de la trocha estreta a ampla i la connexió de passatgers i càrrega a altres pobles, possiblement amb automotors moderns.
El 1980 els ferrocarrils turcs (TCDD) van rebre diversos ferrobusos alemanys (Schienenbus) que van servir per uns quants anys.
A Bolívia l'ús dels ferrobusos sempre ha existit i s'emmotlla molt bé a causa de l'aspra topografia del territori, són ràpids, fiables i en general, còmodes.

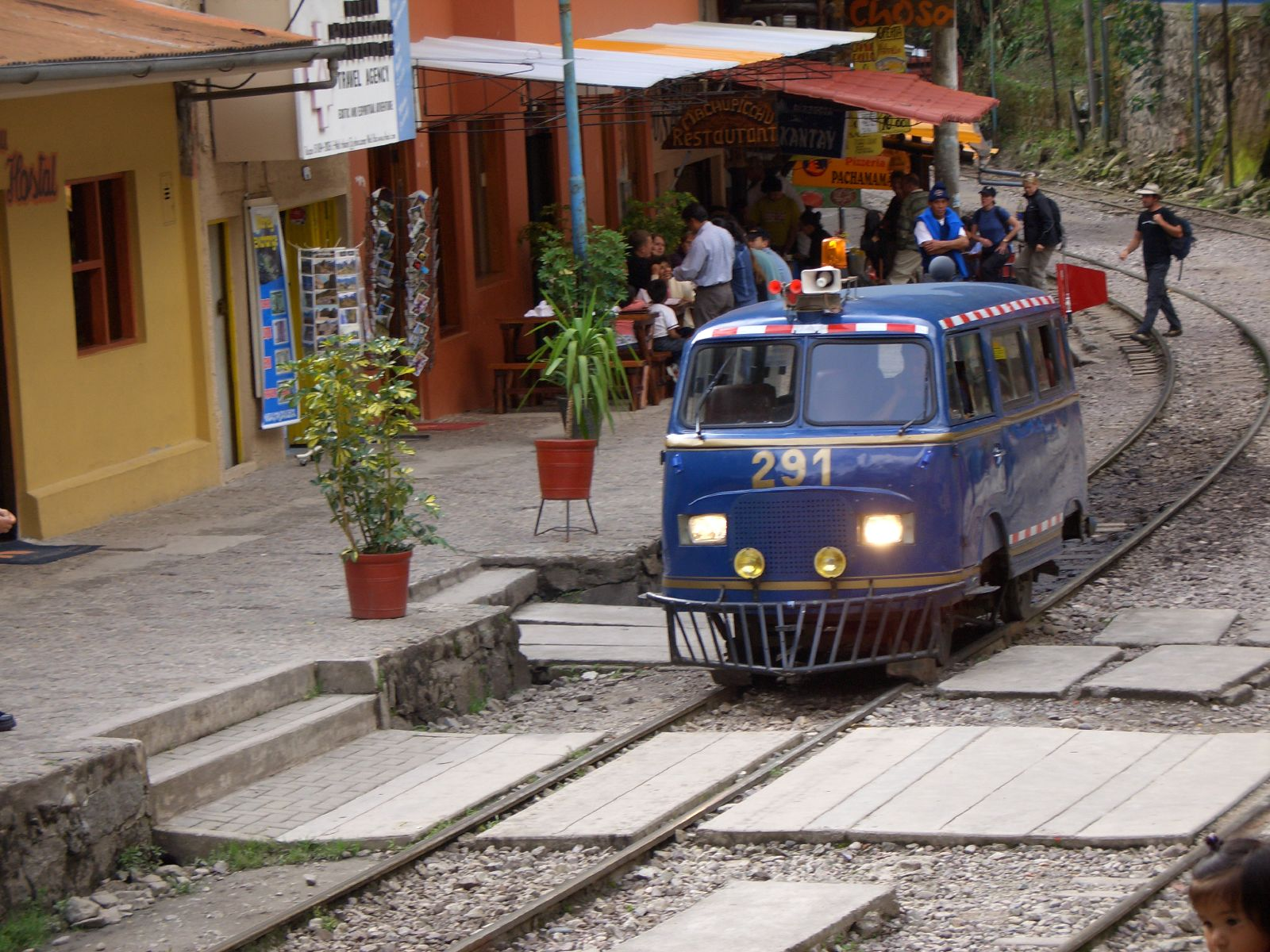
Petit Ferrobús turístic de PeruRail, transport oficial a Aguas Calientes, Perú.

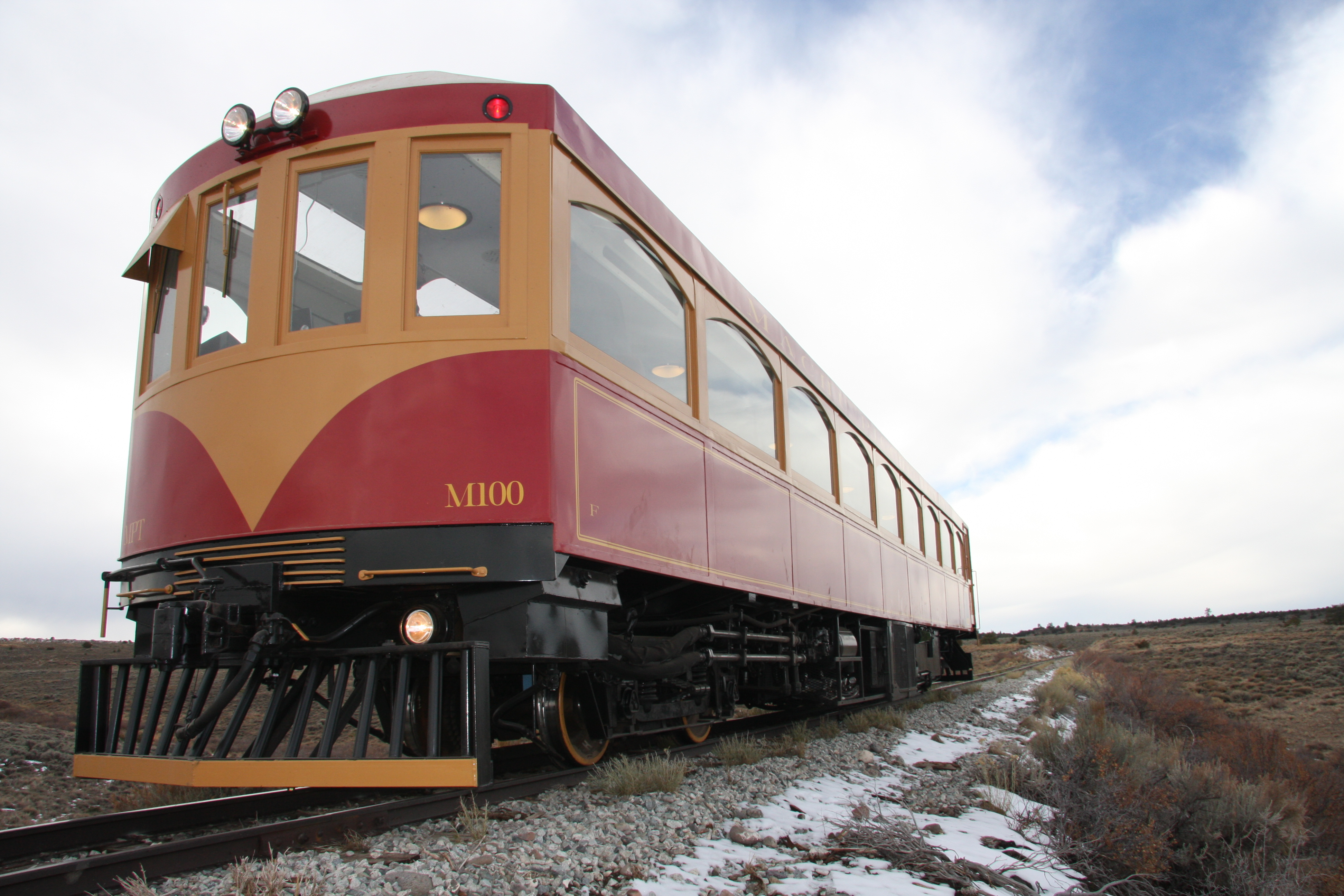
Ferrobús contemporani fabricat per EIKON International amb destinació a Machu Picchu, Peru.